# Johann Baptist Vanhal
Johann Baptist Vanhal, češko: Jan Křtitel Vaňhal, češki skladatelj, * 12. maj 1739 Nechanice, † 20. avgust 1813, Dunaj.

## Življenje
Vanhal se je rodil v kmečki družini, prvi pa ga je v svet glasbe popeljal vaški glasbenik. Na podlagi teh skromnih izkušenj se je uspel preživljati kot vaški organist in vodja pevskega zbora. Grofica Schaffgotsch, ki ga je slišala igrati na violino, ga je leta 1760 odpeljala na Dunaj, kjer je zanj posredovala pri skladatelju Carlu Dittersu von Dittersdorfu. Ta ga je učil kompozicije. Nadaljnja mecenska pomoč mu je omogočila potovanja in pridobivanja novega znanja, ko mu je bilo 35 let. Sodeloval je s slavnimi glasbeniki, obstajajo zapisi, da je igral kvartete skupaj z Haydnom, Mozartom in Dittersdorfom. Vanhal je skomponiral tri opere: Il Demofoonte (1770), Il trionfo di Clelia (1770) in The Princess of Tarento.
Vanhal naj bi trpel za nedoločeno obliko nevrotične motnje, ki se je sčasoma ozdravila.

## Delo
Vanhal je skomponiral okrog 100 godalnih kvartetov, najmanj 73 simfonij, 95 sakralnih del ter veliko število instrumentalnih in vokalnih del. Večina Vanhalovih simfonij je komponirana v molovskih tonalitetah, muzikologi pa jih obravnavajo kot zelo pomembne za razvoj sloga »Sturm und Drang«. 